# ونهیو
ونهیو (انگلیسی: Wonhyo; ۱ ژانویهٔ ۰۶۱۷ – ۱ ژانویهٔ ۰۶۸۶) به عنوان یکی از برجسته ترین راهبان علم در تاریخ آسیای شرقی، آثار ادبی گسترده اش به بیش از ۸۰ اثر می رسد. تاثیر گذار ترین تفاسیر او درباره متون طبیعت بودا مانند (بیداری ایمان) است.
این آثار به آثار کلاسیک در سراسر کره، چین و ژاپن مورد احترام قرار گرفتند.
وونهیو در آمنیانگ (گیونگسان امروزی) متولد شد. وونهیو بخش اولیه زندگی خود را به عنوان یک راهب گذراند و زیر نظر معلمان مختلف بودایی تحصیل کرد و در معبد ۹ طبقه (هوانگنیونگسا) زندگی کرد.
در سال ۶۶۱ وونهیو و یکی از دوستان نزدیکش به نام اویسانگ در حال سفر به چین بودند، زمانی که در منطقه باکجه بودند در باران شدیدی گرفتار شدند و مجبور شدند در مکانی (پناهگاه) بمانند. وی در طول روز از تشنگی غلبه کرد و با دراز کردن دست به چیزی که به نظر او کدو شکل بود پی برد و نوشیدن از آن با آب خنک و گوارا تازه شد.
(با این حال صبح روز بعد افراد با کمال تعجب فهمیدند که پناهگاه آنها یک مقبره باستانی پر از جمجمه انسان است و آن ظرفی که وونهیو از آن آب نوشیده بود جمجمه انسان بوده است.)
وونهیو به خاطر رفتار های نامتعارفش شهرت داشت، او با بازدید کردن از شهرها و روستا ها و اجرای آهنگ ها و رقص ها، برای آموزش بودیسم به شهرت رسید.
او در زمان های دیگر تنها در کوه ها و کنار رودخانه ها زندگی میکرد، آثار گوناگونی مینوشت و درمورد آیین مقدس بودا سخنرانی می کرد و به مردم شیلا یاد میداد که نام بودا را سرودند.
به دلیل این جنبه از شخصیت خود او در نهایت به یک قهرمان محبوب مردمی در کره تبدیل شد.
[ وون هیو بعد ها ازدواج کرده و صاحب یک پسر به اسم (( سول چونگ)) شد._سول چونگ_ که پسر وونهیو بود بعد ها از پدر خود بسیاری آموخت که به یکی از علمای بزرگ کنفسیوس شیلایی شد.

کار های وونهیو بر تمام بودیسم شرق آسیا تاثیر گذاشت. تفاسیر او بر متون مختلف مورد احترام گسترده دانشمندان بودایی در کره، چین و ژاپن قرار گرفت.
همان طور که توسط هه سونگ کیل اشاره شده است، وونهیو که معمولا به عنوان بزرگترین متفکر بودیسم کره ای نیز شناخته می شود ، نویسنده ای پرکار بود که کمتر از 86 اثر تولید کرد که 23 اثر آن به طور کامل باقی مانده است.

در سال 686 (پنجمین سال سلطنت شاه سینمون) ونهیو بزرگ هنگام اقامت در هیولسا در سن 70 سالگی از دنیا رفت.
بقایای او توسط پسرش «سول چونگ» در بونهوانگسا به خاک سپرده شد.